# مانولو اسکوبار
مانولو اسکوبار (انگلیسی: Manolo Escobar؛ زاده ۱۹ اکتبر ۱۹۳۱ درگذشته ۲۴ اکتبر ۲۰۱۳) یک موسیقی‌دان بود.